# Momie au pair
Momie au pair est une série télévisée d'animation franco-allemande en 26 épisodes de 26 minutes et diffusée à partir du 7 juillet 2001 sur France 2.

## Synopsis
Nil, une momie égyptienne, est tirée de son sommeil qui dure depuis cinq mille ans. Elle devient fille au pair de Capucine et Alex

## Voix françaises
- Patricia Legrand : Nil
- Mark Lesser : Alex
- Kelly Marot : Capucine
- Benoît Allemane : Akeltonton
- Jean-Claude Donda : Calamar
- Brigitte Virtudes : Delphine, la mère
- Patrick Préjean : Julien, le père
- Michel Vigné : Pataquès
- Thierry Desroses : un îlotier
- Danièle Hazan, Pierre Laurent, Béatrice Riquelme, Natacha Muller : voix additionnelles

## Fiche Technique
- Nom original : Momie au pair
- Réalisation : Jacky Bretaudeau, Luc Vinciguerra
- Auteur : Denis Olivieri, Claude Prothée
- Scénaristes : Claude Prothée
- Graphisme : Fabrice Parme
- Musiques : Gérald Roberts, Didier Riey
- Origine :  France ,  Allemagne
- Maisons de production : France 2 , Les Cartooneurs Associés et EM TV Merchandising AG

## Épisodes
1. Momie au saut du lit (In the Beginning)
2. Week-end chez Akeltonton
3. Un cercueil pour deux (A Casket for Two)
4. Une fête monstre
5. Le Caméléon sacré
6. L'Affaire du diadème
7. La soucoupe est pleine
8. Mic mac à Cap Carnaval
9. Lever de rideau
10. Quand dire Aton ?
11. Roméo et bandelettes
12. Plage, coquillage et sarcophage
13. Panse-moi, je rêve !
14. Toc Model
15. Le Dégel de la momie
16. La Comédie au sous-sol
17. Camping aux trois vallées
18. Embrouilles et Pataquès
19. Panique à Epoustoufland
20. Tohu bahut
21. Happy burger to you
22. Petits chaussons et grosses pointures
23. Sauvez le président !
24. Tous en chaîne
25. Pleins feux sur la momie
26. Chassé-croisé